# Molí de Tous
El Molí de Tous és una obra de Sant Martí de Tous (Anoia) inclosa a l'Inventari del Patrimoni Arquitectònic de Catalunya.

## Descripció
S'hi veu un arc apuntat i dos llocs on s'hi molia amb una pedra de mola cadascun, tot el conjunt del molí està ruïnòs.
Es conserva la volta amb una mola en el seu interior. Es pot observar el desguàs per on es pot accedir als dos carcabans on s'hi troben dos rodets de ferro amb llurs eixos en avançat estat de deteriorament i els panys per on es feia entrar l'aigua en els carcabans. També es conserven algunes parets del mur de la bassa. La resta de l'edificació està pràcticament derruïda i coberta de vegetació en la seva totalitat. La volta observada presenta un alt grau de deformació fruit del pes de les runes de les estances superiors. El fet de localitzar dos carcabans fa pensar en la possibilitat que realment hi haguessin dues sales per moldre. L'accés als diferents elements del molí és molt dificultós.

## Història
Es troba a l'esquerra de la Riera de Tous afluent del riu Anoia, i prop del poble de Tous.